# شاهین سرکیسیان
شاهین سرکیسیان (زاده ۱۹۱۰ – درگذشته ۱۹۶۶) کارگردان تئاتر و نمایش‌نامه‌نویس ارمنی‌تبار اهل ایران و پایه‌گذار تئاتر نوین ایران در ۱۹۵۸ (۱۳۳۷) بود.

## زندگی‌نامه
شاهین سرکیسیان در سال ۱۹۱۰ میلادی (۱۲۸۹ خورشیدی) در شهر وارنا بلغارستان چشم به جهان گشود. پدر وی از ارمنی‌های ایران و مادرش از ارمنی‌های بلغارستان بود.
سرکیسیان تحصیلات خویش را در فرانسه و در رشتهٔ حقوق کسب نمود و لیکن مدت زمان اندکی در این رشته فعالیت کرد.
وی از سنین نوجوانی و تحصیل در فرانسه شیفتهٔ هنر تئاتر گردید. پس از بازگشت به ایران در سال ۱۹۳۶ (۱۳۱۵) به عنوان منتقد هنری در نشریهٔ «ژورنال دو تهران» مشغول به کار شد و هم‌زمان همکاری خویش را با گروه‌های تئاتر «فردوسی» «سعدی» و «آناهید» آغاز نمود.
در اوایل سال‌های ۱۹۵۱ (۱۳۳۰) با همکاری عده‌ای از جوانان علاقمند به تئاتر، از جمله خجسته کیا، علی نصیریان، جمشید لایق، عباس جوانمرد، بیژن مفید و جعفر والی شروع به تمرین نمایش نامه‌هایی از ادبیات جهان و تشکیل جلسات بحث و گفتگو پیرامون مسایل مطرح در تئاتر معاصر و به‌طور کلی هنر تئاتر می‌کنند.
شاهین سرکیسیان به زبان‌های فرانسه و روسی تسلط و با زبان ایتالیایی نیز آشنایی داشت. به همین جهت وی شروع به ترجمهٔ متون نمایشی و مقالات هنری از این زبان‌ها کرد که حاصل آن ترجمهٔ نمایشنامه‌های «عقاب دو سر» (اثر ژان کوکتو) و «مرغ دریایی» (اثر چخوف) می‌باشد.
فعالیت هنری وی در ایران از سال ۱۹۵۴ (۱۳۳۳) شروع شد و در سال ۱۹۵۶ (۱۳۳۵) گروه هنر ملی را پایه‌گذاری نمود. تشکیل این گروه را می‌توان پایه‌گذاری تئاتر مدرن در ایران به شما آورد.
بسیاری از هنرمندان تئاتر و سینمای ایران فعالیت کارشان را با همکاری در این گروه آغاز نمودند و تجربه اندوختند که از آن جمله می‌توان به علی نصیریان و عباس جوانمرد اشاره نمود.
شاهین سرکیسیان همچنین نقش بسزایی در پیشرفت هنر تئاتر نزد ارمنی‌های ایران داشت و حاصل کوشش وی تربیت کارگردانان و بازیگرانی شاخص می‌باشد که از آن جمله می‌توان به آربی اُوانسیان اشاره نمود. شاهین سرکیسیان در سال ۱۹۶۶ (۶ آبان ۱۳۴۵) در سن ۵۶ سالگی درگذشت.

## نمایش‌ها

### به کارگردانی سرکیسیان[۶][۷]
| تاریخ نمایش | نام               | نویسنده                                         | مترجم | جای | توضیحات                                                     |
| ----------- | ----------------- | ----------------------------------------------- | ----- | --- | ----------------------------------------------------------- |
| (۱۳۴۰) ۱۹۶۱ | بازی عشق          | آرتور شنیتسلر                                   |       |     | طراح صحنه و لباس                                            |
| (۱۳۴۰) ۱۹۶۱ | کشتی بنام پایداری | شارل ویدراک                                     |       |     | طراح صحنه و لباس                                            |
| (۱۳۴۰) ۱۹۶۱ | قفس               | یوجین اونیل                                     |       |     | طراح صحنه و لباس                                            |
| (۱۳۴۰) ۱۹۶۱ | آرمنوهی           | آلکساندر شیروانزاده                             |       |     | طراح صحنه و لباس                                            |
| (۱۳۴۱) ۱۹۶۲ | چاقو              | رافائل پاتکانیاناقتباس برای صحنه: آربی اوانسیان |       |     | طراح صحنه و لباس                                            |
| (۱۳۴۱) ۱۹۶۲ | مازیار            | صادق هدایت                                      |       |     | طراح صحنه و لباس                                            |
| (۱۳۴۱) ۱۹۶۲ | تلف‌شدگان          | لنورمان                                         |       |     | طراح صحنه و لباس                                            |
| (۱۳۴۱) ۱۹۶۲ | شکار لالوار       | واهان میراکیاناقتباس برای صحنه: آربی اوانسیان   |       |     | طراح صحنه و لباس                                            |
| (۱۳۴۲) ۱۹۶۳ | بانوی سپیده‌دم     | کازونا                                          |       |     | طراح صحنه و لباس                                            |
|             | دایی وانیا        | آنتون چخوف                                      |       |     | طراح صحنه و لباس                                            |
|             | قوی‌تر °           | آوگوست استریندبری                               |       |     | طراح صحنه و لباس                                            |
|             | قبل از ناشتائی °  | یوجین اونیل                                     |       |     | طراح صحنه و لباس                                            |
|             | آواز قو °         | آنتون چخوف                                      |       |     | طراح صحنه و لباس                                            |
|             | برای شرف          | آلکساندر شیروانزاده                             |       |     | طراح صحنه و لباس                                            |
|             | چنگال             | صادق هدایت                                      |       |     | طراح صحنه و لباس                                            |
|             | محلل              | صادق هدایت                                      |       |     | طراح صحنه و لباس                                            |
|             | مرده‌خورها         | صادق هدایت                                      |       |     | طراح صحنه و لباس                                            |
|             | افول              | اکبر رادی                                       |       |     | طراح صحنه و لباس                                            |
| (۱۳۴۳) ۱۹۶۴ | در انتظار گودو    | ساموئل بکت                                      |       |     | طراح صحنه و لباس                                            |
| (۱۳۴۵) ۱۹۶۶ | روزنه آبی         | اکبر رادی                                       |       |     | طراح صحنه و لباس / همزمان با درگذشت شاهین سرکسیان به یاد او |

### به کارگردانی دیگران
| عنوان اثر               | پدیدآورنده  | پدیدآورنده    | کارگردان       | محل اجرا | طراح صحنه و لباس |
| ----------------------- | ----------- | ------------- | -------------- | -------- | ---------------- |
| رام کردن زن سرکش        |             | ویلیام شکسپیر | جورج کوئین بی  |          | آری              |
| سیر طولانی روز در دل شب |             | یوجین اونیل   | جورمه کوئین بی |          | آری              |
| به یاری پروردگار        | (۱۳۴۵) ۱۹۶۶ | هاکوب اوشاکان | آربی اوانسیان  |          | آری              |

- مرغ دریایی (آنتوان چخوف)
- محلل (۱۳۳۴ صادق هدایت)
- مرده خورها (صادق هدایت)
- پوشاندن آنان که برهنه‌اند (لوئیجی پیراندلو)
- کسب و کار خانم وارن (برنارد شاو) اجرا نشد
- کشتی به نام تصمیم، (شارل و یلدراک)
- قفس نهنگ (یوجین اونیل)
- آرمنوهی (الکساندر شیروانزاده)
- چاقو (۱۳۴۱ رافائل پادگانیان)
- مازیار (۱۳۴۱ صادق هدایت)
- ناموفق‌ها (۱۳۴۱ هانری رنه لنورمان)
- شکار لالوار (۱۳۴۱ واهان میراکیان)
- دایی وانیا (۱۳۴۲ آنتوان چخوف)
- قوی تر (۱۳۴۲ اگوست استریندبرگ)
- پیش از صبحانه (۱۳۴۲ یوجین اونیل)
- آوای قو (آنتوان چخوف)
- برای شرف (۱۳۴۲ الکساندر شیروانزاده) اجرا نشد
- گل روی لب (۱۳۴۲ لوئیجی پیراندلو)
- بازی عشق (آرتور شنیتسلر)
- در راه کاردیف (۱۳۴۳ یوجین اونیل)
- چنگال (۱۳۴۳ صادق هدایت)
- در انتظار گودو (۱۳۴۳ سامول بکت) اجرا نشد
- بهارهای از دست رفته (۱۳۴۳ پل واندنبرگ)
- روزنه آبی (۱۳۴۵ اکبر رادی) بعد از مرگ کارگردان اجرا شد

## ترجمه و نگارش کتاب‌های
- جنوب، اثر ژولین گرین
- رسمر سهلم، اثر هنریک ایپسن
- طبقه ششم، اثر آلفرد ژاری
- عقاب دوسر، اثر ژان کوکتو
- مادموازل ژولی، اثر اوت استریندبرگ (توسط آربی آوانسیان اجرا شده‌است)
- مارگریت، اثر آرمان سالاکرو
- مایا، اثر سیمون گانتیلئیون
- دختر دهاتی، اثر کلیفورد اودتس
- تخیلات یک مغز، اثر ژان ویکتور پلون
- باد سام، اثر آگوت استریندبرگ
- قمارباز، اثر فرانسوا گروسور
- ترجمه بخشی از آثار استانیسلاوسکی
- ترجمه مقاله‌های متعدد دربارهٔ تئاتر و نقد نمایش‌ها و روزنامه‌ها.